# Молот Господень
«Молот Господень» (англ. The Hammer of God) — научно-фантастический роман Артура Кларка, опубликованный в 1993 году. Переписан из одноименного рассказа 1992 года.

## Сюжет
Сюжет романа рассказывает о жизни капитана космического корабля «Голиаф» Роберта Сингха от его участия в марафонском забеге по поверхности Луны до его борьбы с изменением траектории астероида, названного Кали, во избежание удара с планетой Земля.
Роберт Сингх — студент института космических технологий «Аритех», который располагается в кратере Аристарх на Луне. На последнем курсе он принимает участие в марафоне по открытой поверхности через залив Радуги. Он использует облегченный скафандр без терморегуляции и побеждает. Затем он работает на станциях наблюдения космической стражи в Африке.
Космическая стража является одним из проектов со скромным бюджетом в структуре НАСА, запущенным в конце XX века. И хотя после падения на Землю крупного астероида в 2079 году бюджет Космической стражи был увеличен, астероид Кали в 2109 году был обнаружен не ею, а одним из астрономов-любителей с Марса.
За несколько лет до этих событий в 2085 году проект поиска внеземных цивилизаций отправил открытое послание иным мирам мощным взрывом ядерной бомбы на орбите Земли. И как только сигнал достиг Сириуса, оттуда сразу же был направлен ответ. Ученые не смогли раскодировать сигнал, а религиозные секты создали собственные версии ответа. Секта «Хрислам» обещала каждому уверовавшему спасения, превратив его личность в несколько терабайт информации и отправив их к Сириусу, считая Землю обречённой.
В это время Роберт Сингх постоянно проживает на Марсе в порту Ловелл. Он является капитаном «Голиафа», который доставил научную экспедицию с космопорта на Деймосе в точку Лагранжа у Юпитера.
Узнав об угрозе столкновения с Кали, «Голиаф» прерывает выполнение научной миссии, его команда высаживается на астероиде, чтобы оставить на поверхности радиомаяк для уточнения траектории. Затем «Голиаф» возвращается на Деймос для загрузки ракетных двигателей «Атлант», которые могут изменить траекторию Кали, а также забирает запасы топлива для «Атланта» с Европы.
После запуска двигателей на Кали они неожиданно взрываются из-за заложенной членами секты «Хрислама» взрывчатки. «Голиафу» приходится самому сталкивать астероид с траектории столкновения. В это время правительство Земли принимает решение применить ядерное оружие для раздробления продолговатого тела астероида Кали на 2 части для уменьшения возможного ущерба от столкновения. Поскольку реактивный эффект от разогретых солнцем гейзеров на астероиде не дает возможность точно просчитать новую траекторию, «Голиаф» использует остатки топлива для удаления от астероида и дрейфует на эллиптической орбите с опасным приближением к Солнцу, ожидая спасения.
Кали проходит мимо поверхности Земли, но оказывает существенное влияние на атмосферу планеты. Удар приходится на Антарктиду и полностью растапливает ее.

## Экранизация
Стивен Спилберг выкупил права на экранизацию произведения, но сюжет фильма «Столкновение с бездной» оказался очень далек от произведения Кларка, поэтому он не упоминался в титрах.